# Armand Assante
Armand Anthony Assante, Jr. (Nova Iorque, 4 de outubro de 1949) é um ator estadunidense. Assante nasceu em Nova York e criado em Cornwall, filho de Katherine, uma professora de música e poeta, e Anthony Armand Assante, um pintor e artista. Seu pai era ítalo-americano e sua mãe era irlandesa, e ele foi criado na devoção católica de sua família. Foi casado com a atriz Karen McArn com quem teve duas filhas.